# Pointe Blanche-gevangenis
Pointe Blanche-gevangenis is een penitentiaire inrichting op Sint Maarten.
Het gebouw staat op een heuvel aan de zuidkant van Sint Maarten en heeft 143 cellen. De gevangenis is in een slechte staat.